# إتشيكيكوشيكينو (كاغوشيما)
مدينة إتشيكيكوشيكينو (بالإنجليزية: Ichikikushikino)‏ هي أحد المدن التابعة لمحافظة كاغوشيما. تأسست رسميًا في 11/10/2005. ويقدر عدد سكانها بـ 32079 نسمة حسب تقدير مكتب الإحصاء الياباني لعام 2012. تبلغ مساحة إتشيكيكوشيكينو 112.04 كم2. بكثافة سكانية تبلغ 286 نسمة/كم2.